# Habitatge a l'avinguda Catalunya, 73 B (Tàrrega)
Habitatge a l'Avinguda Catalunya, 73 B és una casa de Tàrrega (Urgell) inclosa a l'Inventari del Patrimoni Arquitectònic de Catalunya.

## Descripció
Edifici de planta rectangular, entre mitgeres, bastit l'any 1940. La seva estructura és dividida en planta baixa i una primer, a més d'un coronament central en forma de glorieta. Tota la façana presenta un estil eclèctic però alguns dels seus elements són d'inspiració purament classicista. La façana presenta ús de diversos materials, a la planta baixa s'observa llargs aplacats de pedra que revesteixen el mur. En canvi, a la primera planta utilitza maons pel mur i pedra treballada per l'emmarcament de les obertures.
A la planta baixa hi ha tres obertures. A banda i banda hi ha dues enormes portes idèntiques allindades i motllurades. Aquestes duen a magatzems de l'habitatge. A la part central, entre una i l'altra hi ha la porta d'accés la qual destaca per les seves influències del món clàssic. Hi ha una porta allindanada emmarcada per dos majestuosos pilars acanalats, adossats al mur i dotats d'un basament i un capitell corinti.
A la primera planta hi ha una clara simetria pel que fa a les obertures. Una finestra central amb una balconada balustrada fa de punt d'unió de quatre finestres (dues a cada banda) de similars característiques. Aquesta finestra central es diferencia pel guardapols superior, també classicitzant, que cada una d'elles té. La central és de formes arrodonides i a la resta, en canvi, és triangular. Cada una d'aquestes obertures descansen en dues mènsules situades a la part baixa.
Una gruixuda cornisa de pedra motllurada cobreix tota la casa. Damunt d'aquesta però, a la part central, es forma un coronament de poca alçada en forma de glorieta. La seva coberta és plana, amb teula àrab, la qual protegeix una estructura oberta a l'exterior mitjançant arcades bessones de mig punt sostingudes per columnes.
Tot l'edifici és eclèctic però amb una clara influència d'elements brunelleschians i alhora classicitzants.